# Steiger (Familienname)
Steiger ist ein Familienname.

## Varianten
- Staiger

## Namensträger

### A
- Adolf von Steiger (1859–1925), Schweizer Bundeskanzler
- Adolf Steiger (Politiker, 1844) (1844–1917), deutscher Rittergutsbesitzer und Politiker
- Adolf Steiger (Politiker, 1888) (1888–1960), deutscher Politiker
- Albrecht Steiger (1723–1793), Schweizer Politiker
- Anatolij Steiger (1907–1944), schweizerisch-russischer Schriftsteller
- Andreas Steiger (* 1973), deutscher Spieleautor
- Anna Steiger (* 1960), britische Opernsängerin (Sopran)
- Anton Steiger (1756–1809), deutscher Schauspieler, Theaterregisseur und Theaterdirektor
- Anton David Steiger (1755–1832), österreichischer Mineraloge
- Ariana Steiger (* 1995), Schweizer Unihockeyspielerin
- Arnald Steiger (1896–1963), Schweizer Romanist und Hispanist
- August Steiger (Sprachpfleger) (1874–1954), Schweizer Lehrer und Sprachpfleger
- August Steiger (1884–1963), österreichischer Politiker (CSP)

### B
- Beatrix von Steiger (1889–1974), Schweizer Kulturschaffende
- Benedikt Steiger (1810–1889), österreichischer Zisterzienser, Abt von Neukloster
- Björn Steiger (1960–1969), deutsches Unfallopfer, siehe Björn Steiger Stiftung
- Brad Steiger (* 1936), amerikanischer Autor
- Bruno Steiger (* 1946), Schweizer Schriftsteller

### C
- Carl Steiger (Carl Steiger-Kirchhofer; 1857–1946), Schweizer Flugpionier und Maler
- Caroline Steiger (1800–1886), deutsche Schauspielerin
- Charly Steiger (* 1958), deutsche Medienkünstlerin und Autorin
- Christa Steiger (* 1951), deutsche Politikerin (SPD)
- Christoph von Steiger (Christoph Steiger (I.); 1651–1731), Schweizer Magistrat
- Christoph von Steiger (II.) (1694–1765), Schweizer Magistrat
- Christoph von Steiger (Bibliothekar) (1925–1999), Schweizer Bibliothekar und Historiker, Direktor der Handschriftenabteilung der Burgerbibliothek in Bern
- Christoph Steiger (Architekt) (* 1968), Schweizer Architekt

### D
- Daniel Steiger (Radsportler) (* 1966), Schweizer Radrennfahrer
- Daniel Steiger (Unihockeyspieler) (* 1993), Schweizer Unihockeyspieler
- Dominik Steiger (Literat) (1940–2014), österreichischer Literat und Künstler
- Dominik Steiger (Rechtswissenschaftler) (* 1978), deutscher Rechtswissenschaftler
- Dora von Steiger (1915–2004), Schweizer Malerin

### E
- Edgar Steiger (1858–1919), deutsch-schweizerischer Schriftsteller und Journalist
- Edmund von Steiger (1836–1908), Schweizer Pfarrer und Politiker
- Eduard Steiger (Politiker, 1821) (1821–1881), Schweizer Politiker (Freisinnige)
- Eduard Steiger (Politiker, 1843) (1843–1911), Schweizer Politiker und Stickereifabrikant
- Eduard von Steiger (1881–1962), Schweizer Politiker (BGB)
- Elise Steiger-Meyer (1838–1905), Schweizer Sozialfürsorgerin und Redaktorin
- Emil Steiger (Botaniker) (1861–1927), Schweizer Apotheker und Botaniker
- Emil Steiger (Maler) (1878–1963), Schweizer Maler
- Emma Steiger (1895–1973), Schweizer Juristin und Frauenrechtlerin
- Eric Arthur Steiger (1897–1976), Schweizer Architekt
- Ernst Steiger (Verleger) (1832–1917), deutsch-US-amerikanischer Buchhändler, Zeitungsverleger und Publizist
- Ernst Steiger, Pseudonym von Peter Surava (1912–1995), Schweizer Journalist
- Ernst Steiger-Züst (1865–1932), Schweizer Unternehmer
- Ewald Steiger (* 1962), deutscher Eishockeyspieler und -trainer

### F
- Felix Steiger (* 1980), Schweizer Segler
- Flora Steiger-Crawford (1899–1991), Schweizer Architektin, Möbeldesignerin und Bildhauerin
- Françoise Brunner-Steiger (* 1961), Schweizer Fotografin
- Franz Ludwig Steiger (1704–1755), Schweizer Magistrat
- Friedemann Steiger (* 1938), deutscher Theologe und Schriftsteller
- Friedrich von Steiger (1847–1922), Schweizer Ingenieur
- Friedrich Steiger (Ingenieur, 1953) (* 1953), deutscher Ingenieur und Hochschullehrer
- Friedrich Alexander von Steiger (1868–1939), Schweizer Oberbauinspektor
- Fritz Steiger (Jurist, 1883) (1883–1956), Schweizer Jurist und Anwalt
- Fritz von Steiger (1895–1978), Schweizer Jurist und Fachautor

### G
- Gaby Steiger (1921–2009), Schweizer Alpinistin
- Gallus Steiger (1879–1966), Schweizer Benediktiner, Abt von Lindi und von Peramiho
- Geny Steiger (1927–2010), Schweizer Bergsteiger und Bergführer
- Georg Steiger (Politiker) (Georg Peter Friedrich Steiger; 1804–1868), Schweizer Theologe und Politiker
- Georg Steiger (General) (1928–2015), deutscher Generalleutnant
- Guillaume Steiger (1809–1836), Schweizer Theologe, siehe Wilhelm Steiger (Theologe)
- Günter Steiger (1925–1987), deutscher Historiker, Bibliothekar und Kustos
- Gustav von Steiger (Karl Gustav von Steiger; 1867–1935), Schweizer Maler und Radierer

### H
- Hans Steiger (Schultheiss) (1518–1581), Schweizer Magistrat, Schultheiss von Bern
- Hans von Steiger (Hans Karl Ludwig von Steiger; 1859–1945), Schweizer Kupferstecher, Offizier und Kartograf
- Hans Steiger (Schriftsteller) (1889–1943), österreichisch-deutscher Schriftsteller, Journalist und Buchhändler
- Hans Steiger (Ruderer), Schweizer Ruderer
- Heinhard Steiger (1933–2019), deutscher Rechtswissenschaftler
- Heinrich Steiger (Unternehmer) (1776–1842), Schweizer Textilunternehmer
- Heinrich Steiger (1862–1943), deutscher Landwirt und Politiker (Zentrum)
- Helmut Steiger (* 1959), deutscher Eishockeyspieler
- Horst Steiger (1970–1995), österreichischer Fußballspieler

### I
- Irma Sandreuter-Steiger (1896–1996), Schweizer Montessori-Pädagogin und Kindergärtnerin
- Isaak Steiger (1669–1749), Schweizer Magistrat, Schultheiss von Bern
- Isabelle de Steiger (1836–1927), britische Künstlerin und Theosophin
- Ivan Steiger (1939–2025), tschechisch-deutscher Karikaturist

### J
- Jakob Steiger (1833–1903), Schweizer Unternehmer
- Jakob Robert Steiger (1801–1862), Schweizer Arzt und Politiker
- Jan Steiger (* 1994), deutscher American-Football-Spieler
- Jessica Steiger (* 1992), deutsche Schwimmerin

- Johann Anselm Steiger (* 1967), deutscher Theologe und Hochschullehrer
- Johann Ulrich Steiger (1920–2008), Schweizer Holzschneider, Holz- und Steinbildhauer, Lithograf und Galerist
- Johann Martin Steiger (1829–1899), Schweizer Politiker
- Joshua Steiger (* 2001), österreichischer Fußballspieler

### K
- Karl von Steiger (Politiker) (1787–1863), Schweizer Militär und Politiker
- Karl Steiger (Pfarrer) (1806–1850), Schweizer Pfarrer und Schriftsteller
- Karl Steiger (Politiker) (1873–1937), Schweizer Politiker
- Karl Friedrich von Steiger (1754–1841), Schweizer Gutsbesitzer und Amtmann
- Karl Friedrich Steiger (1755–1832), Schweizer Politiker
- Karl Gustav von Steiger (1867–1935), Schweizer Maler und Radierer, siehe Gustav von Steiger
- Klaus Steiger (Schauspieler) (1919–1989), Schweizer Schauspieler
- Klaus Peter Steiger (1936–2022), deutscher Anglist und Hochschullehrer
- Konrad von Steiger (1862–1944), Schweizer Architekt und Baumeister
- Kurt Steiger (1908–1998), Schweizer Pharmazeut und Hochschullehrer

### L
- Lieuwe Steiger (1924–2006), niederländischer Fußballspieler
- Lily Zellweger-Steiger (1862–1914), Schweizer Pfarrfrau
- Lothar Steiger (* 1935), deutscher Theologe

### M
- Marguerite Steiger (1909–1990), Schweizer Unternehmerin
- Max Steiger (* 1942), Schweizer Architekt
- Michaela Steiger (* 1964), deutsche Schauspielerin

### N
- Niklaus Friedrich von Steiger (1729–1799), Schweizer Magistrat, Schultheiss von Bern

### O
- Oswald Steiger (* 1960), österreichischer Fußballspieler und -trainer
- Otto Steiger (Politiker, 1851) (1851–1935), deutscher Rittergutsbesitzer und Politiker, MdL Sachsen
- Otto Steiger (Erfinder) (1858–1923), Schweizer Konstrukteur einer Rechenmaschine
- Otto Steiger (Bildhauer) (1865–1931), Schweizer Bildhauer
- Otto Steiger (Politiker, 1890) (1890–1958), Schweizer Politiker, Stadtpräsident Bern
- Otto Steiger (Schriftsteller) (1909–2005), Schweizer Schriftsteller
- Otto Steiger (Politiker, 1915) (1915–??), deutscher Politiker, MdHB
- Otto Steiger (Wirtschaftswissenschaftler) (1938–2008), deutscher Wirtschaftswissenschaftler

### P
- Patrick Steiger, Schweizer Künstler
- Paul Steiger (* 1942), US-amerikanischer Herausgeber
- Peter Steiger (Politiker) (1804–1868), Schweizer Politiker
- Peter Steiger (Drucker) (1804–1874), Schweizer Drucker, Maler, Lithograph und Kupferstecher
- Peter Steiger (Architekt) (1928–2023), Schweizer Architekt und Hochschullehrer
- Peter Steiger (Radsportler) (* 1960), Schweizer Radrennfahrer
- Philomene Steiger (1896–1985), deutsche Näherin und Politikerin
- Preston Steiger (1898–1931), US-amerikanischer Wasserballspieler

### R
- Rebekka Steiger (* 1993), Schweizer Malerin
- Renate Steiger (Schauspielerin) (* 1933), Schweizer Schauspielerin
- Renate Steiger (Theologin) (1934–2006), deutsche Theologin und Musikwissenschaftlerin
- Robert von Steiger (1856–1941), Schweizer Maler
- Robert Steiger (Bildhauer) (1929–2004), deutscher Holzbildhauer, Keramiker und Hochschullehrer
- Robert Steiger (Fußballspieler) (* 1974), österreichischer Fußballspieler
- Rod Steiger (1925–2002), amerikanischer Schauspieler
- Rolf Steiger, österreichischer Fußballspieler und -trainer
- Rudolf Steiger (Architekt) (1900–1982), Schweizer Architekt
- Rudolf Steiger (Militärpädagoge) (* 1946), Schweizer Militärwissenschaftler
- Rudolf Heinrich Steiger (1932–2004), Schweizer Petrograph und Hochschullehrer

### S
- Sam Steiger (1929–2012), amerikanischer Politiker (Arizona)
- Sebastian Steiger (1918–2012), Schweizer Lehrer und Flüchtlingshelfer
- Selina Steiger (* 1992), Schweizer Unihockeyspielerin
- Siegfried Steiger (1929–2022), deutscher Architekt und Stiftungsgründer; siehe Björn Steiger Stiftung
- Susanne Steiger (* 1982), deutsche Juwelierin

### T
- Thomas Steiger (* 1964), deutscher katholischer Geistlicher, Kirchenmusiker und Hörfunkpfarrer

### U
- Ueli Steiger (* 1954), Schweizer Kameramann

### W
- Walter Steiger (* 1942), Schweizer Schuhdesigner
- Walther Steiger (1881–1943), Schweizer Ingenieur und Automobilhersteller
- Werner von Steiger (1897–1987), Schweizer Rechtswissenschaftler und Hochschullehrer
- Werner Steiger-Spinner (1901–1954), Schweizer Unternehmer
- Wilhelm Steiger (Theologe) (auch Guillaume Steiger; 1809–1836), Schweizer Theologe
- Wilhelm Steiger (Politiker), deutscher Politiker, MdL Schwarzburg-Rudolstadt
- Wilhelm Steiger (Mediziner) (1891–1976), österreichischer Chirurg
- William A. Steiger (1938–1978), amerikanischer Politiker (Wisconsin)
- Wolfgang Steiger (* 1964), deutscher Politiker (CDU)